# 洛曼科納 (印第安納州)
洛曼科納（英語：Lowman Corner）是位於美國印第安納州富爾頓縣的一個非建制地區。該地的面積和人口皆未知。